# Eleições no Território Federal de Roraima em 1974
As eleições no território federal de Roraima em 1974 ocorreram em 15 de novembro como parte das eleições gerais em 22 estados e nos territórios federais do Amapá e Rondônia. No presente caso, a Constituição de 1967 fixou, e a Emenda Constitucional Número Um de 1969 ratificou, a eleição de um deputado federal para representar cada um dos territórios federais então existentes.

## Resultado da eleição para deputado federal
Conforme o Tribunal Superior Eleitoral, foram apurados 8.074 votos nominais (98,64%), 68 votos em branco (0,83%) e 43 votos nulos (0,53%), resultando no comparecimento de 8.185 eleitores. Somando este número (66,42%) às 4.138 abstenções (33,58%), Roraima chegou a 12.323 eleitores inscritos. Nos territórios federais representados por um deputado federal, será observado o princípio do voto majoritário.

### Chapa da ARENA
| Candidatos a deputado federal em 1974 | Partido | Votação | Percentual | Cidade onde nasceu | Unidade federativa | Observações |
| Hélio Campos                          | ARENA   | 4.326   | 53,58%     | Rio de Janeiro     | Rio de Janeiro     | [ 6 ]       |
| Raimundo Marques                      | ARENA   |         |            |                    |                    |             |
| Fontes:                               |         |         |            |                    |                    |             |

| Candidatos a deputado federal em 1974 | Partido | Votação | Percentual | Cidade onde nasceu | Unidade federativa | Observações |
| Sílvio Botelho                        | ARENA   | 3.748   | 46,42%     | Iúna               | Espírito Santo     | [ 7 ]       |
| Mozarildo Cavalcanti                  | ARENA   |         |            | Boa Vista          | Roraima            | [ 8 ]       |
| Fontes:                               |         |         |            |                    |                    |             |